# 남수단의 공휴일
남수단의 공휴일은 다음과 같다.
| 날짜           | 이름            | 비고          |
| -------------- | --------------- | ------------- |
| 1월 1일        | 새해 첫날       |               |
| 3~4월 중(이동) | 성금요일        |               |
| 3~4월 중(이동) | 성토요일        |               |
| 3~4월 중(이동) | 부활절          |               |
| 3~4월 중(이동) | 이스터 먼데이   | 부활절 다음날 |
| 5월 1일        | 노동절          |               |
| 5월 16일       | SPLA 데이       |               |
| 7월 9일        | 독립기념일      |               |
| 7월 30일       | 마터스 데이     |               |
| 12월 19일      | 혁명의 날       |               |
| 12월 24일      | 크리스마스 이브 |               |
| 12월 25일      | 크리스마스      |               |
| 12월 26일      | 박싱 데이       |               |